# 最愛の子
『最愛の子』（さいあいのこ、親愛的）は、2014年の中国のドラマ映画。監督はピーター・チャン。第71回ヴェネツィア国際映画祭でコンペティション外部門、第58回ロンドン映画祭コンペティション部門でも上映された。
2007年、4歳の時に広東省深圳市で人身売買組織に誘拐され山東省で保護された孫卓と、懸賞金を出して探し続け、2021年、18歳に成長した息子と再会を果たした父・孫海洋の実話を基にしている。

## ストーリー
深圳でネットカフェを営むティエンは3歳の息子ポンポンと暮らし、別れた妻ジュアンは週1回面会を許されている。ある日、母との面会が済んだ後、母の車を追いかけたポンポンが何者かに誘拐されてしまう。
必死に情報提供を呼び掛け、捜索を続け「行方不明児童を探す会」にも参加し、遂には店も放棄せざるを得なくなって、屋台の商売で暮らしを立てるという苦悩の日々が続く。
そして行方不明から3年、安徽省の田舎にポンポンらしき男の子がいるとの情報を得て向かうと、ホンチンという女を母親と慕い、妹らしき子と暮らしていた。
ホンチンの実子ではなく亡き夫が連れてきた養子で、自らを不妊症と信じているホンチンはポンポンを溺愛し、工事現場で拾ってきたという女の子とともに育てている。
やがて、ホンチンの亡夫が誘拐の容疑者と分かり、ティエンとジュアンはポンポンを連れ帰るが、幼かった彼には両親の記憶がほとんどなく、未だにホンチンを母親と信じ、ホンチンもまた彼や養護施設に預けられた女の子を諦め切れずにいた。
誘拐の証拠がないホンチンは半年で出所し、施設に預けられた娘だけは引き取りたいと施設側を相手に裁判を起こそうとし、同情したカオ弁護士の助けを借りて、娘が本当に捨て子であったことを証明しようと奔走する。そのために亡夫の同僚の男と関係を持ってまで証言台に立たせようとした。
一方ジュアンは、ポンポンのためにも妹を引き取ろうとし、二人のどちらが養育権を取るかの裁判が始まるが、裁判官には誘拐者の妻であるホンチンに子どもを返す気はなく、かと言って、ジュアンも夫との間のゴタゴタから離婚協議中であることがバレて不利な状況に陥り、その場で答えは出ない。しかし、ティエン、ジュアン、ポンポンの関係は順調に前に進んでいる。
一方ホンチンは、母親の介護をするカオ弁護士の家のヘルパーになろうと、健康診断を受けたところ、何と夫の同僚の子を妊娠していて、不妊症ではなかったことが判明した。

## キャスト
- ヴィッキー・チャオ：リー・ホンチン
- ホアン・ボー：ティエン・ウェンジュン
- トン・ダーウェイ：カオ・シア
- ハオ・レイ：ジュアン/ルー・シャオジュアン
- チャン・イー：ハン
- キティ・チャン：ファン・ユン

## 受賞歴
- 第21回香港電影評論学会大奨：主演女優賞、腳本賞
- 第34回香港電影金像奨：主演女優賞
- 第9回中美映画祭：作品賞、主演女優賞
- 第22回北京大學生映画祭：作品賞、主演女優賞
- 第15回華語電影傳媒大獎：主演女優賞
- 第6回中国映画監督組合賞：特別賞
- 第30回金鶏奨：助演男優賞
- 第16回東京フィルメックス：観客賞